# Corallorrhiza
Corallorrhiza é um género botânico pertencente à família das orquídeas (Orchidaceae).

## Lista de espécies
| - Corallorhiza bentleyi - Corallorhiza bulbosa - Corallorhiza ekmanii - Corallorhiza macrantha - Corallorhiza maculata - Corallorhiza mertensiana - Corallorhiza odontorhiza - Corallorhiza striata - Corallorhiza trifida - Corallorhiza williamsii - Corallorhiza wisteriana |